# Daegeum
O daegeum (também chamado detaegum, daegum ou taegŭm) é um instrumento musical tradicional de sopro, de origem coreana, sendo basicamente um tipo de flauta transversal feita de bambu. É habitualmente utilizado na música tradicional coreana. Também é conhecido popularmente como kkangkkang-i (깡깡이), kkaengkkaeng-i (깽깽이) ou aeng-geum (앵금).
O haegeum é um instrumento amplamente utilizado na música coreana, particularmente em sua música folclórica. O instrumento possui apenas duas ou quatro cordas. O mesmo é construído usando oito diferentes materiais: metal, pedra, seda, bambu, cabaça, barro, pele e madeira, recebendo por isso o nome  paleum (oito sons).

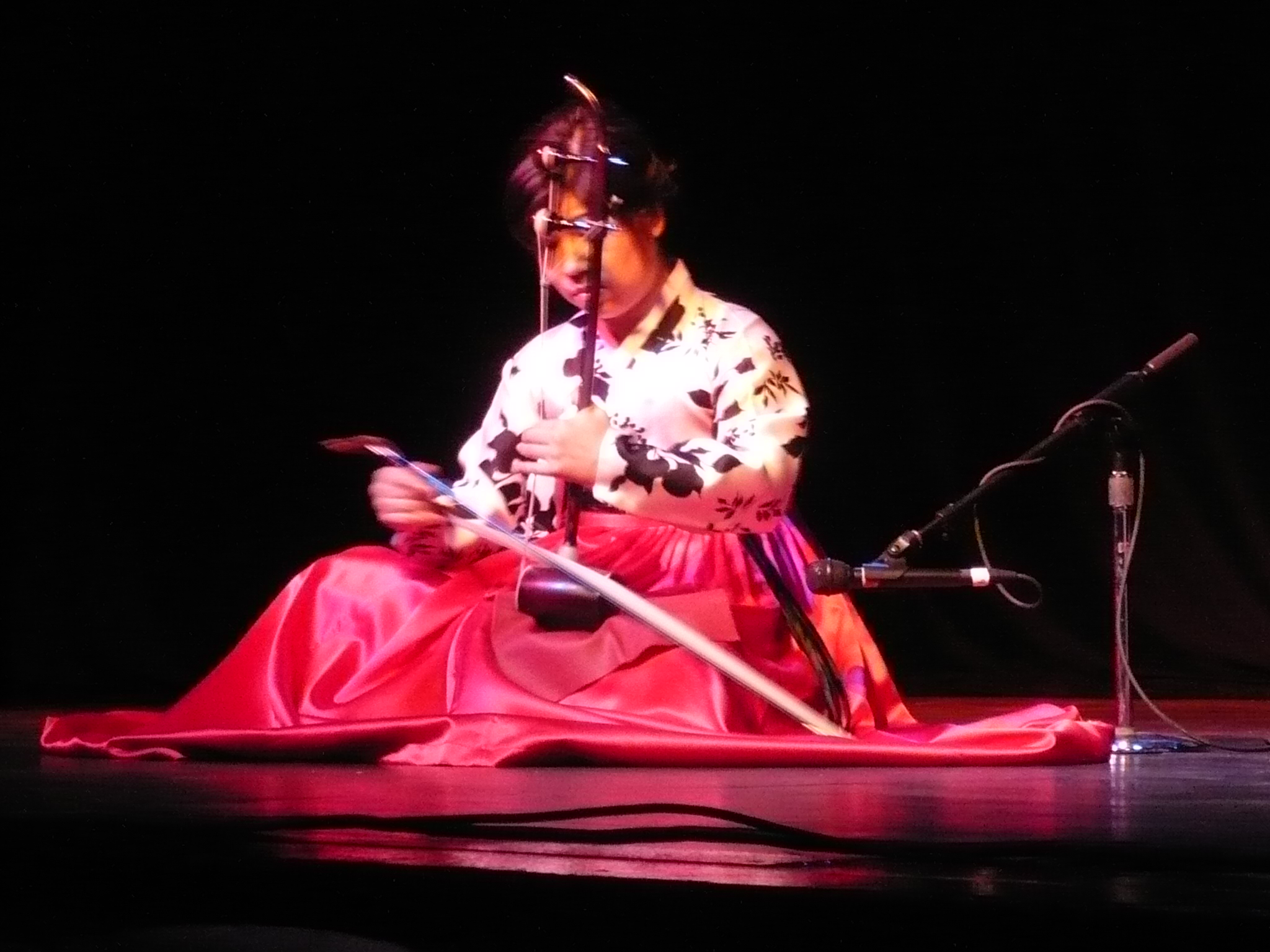
Jung Su-nyun tocando haegeum

O instrumento é, basicamente, um violino modernizado dotado de duas ou quatro cordas, usado apenas em algumas regiões da Coréia e no Autônomo Coreano Yanbian, na China. É tocado com um arco de madeira entre duas linhas, alinhado com um grande bloco de madeira vertical.[carece de fontes?]

## História
Inexistem registros sobre a época exata em que o haegeum foi introduzido pela primeira vez na Coréia. Segundo várias fontes, referências ao  haegeum  podem ser encontradas em textos antigos, feitos na dinastia Goryeo; é possível então inferir que o haegeum passou a ser produzido pelo menos desde então. O instrumento passou a ser usado em várias ocasiões, como em rituais ancestrais reais, desfiles, festivais e na música folclórica coreana.
A forma como o haegeum é tocado mudou drasticamente ao longo do tempo. Anteriormente, os músicos tocavam a corda no método  gyeong-an (colocando e parando, sem puxar as cordas, como o instrumento ocidental de cordas curvadas), mas desde então eles começaram a tocar  yeok-an (puxando a corda). Dessa forma, é possível emitir uma grande variedade de sons, puxando e soltando as cordas, uma vez que não possui escala de dedos. Para melhorar a capacidade acústica do haegeum, várias modificações foram introduzidas desde a década de 1960. Em 1965, Park Hun-bong e Kim Bun-gi desenvolveram um haegeum de baixa melodia e, em 1967, Kim Gisu criou um pequeno "haegeum" com algumas modificações.[carece de fontes?]

## No Heavy Metal
O haegeum é um dos instrumentos utilizados pela banda de Folk Metal coreana Gostwind. É também utilizado pela banda coreana de Rock experimental Jambinai.[carece de fontes?]